# CMC Telecom
CMC Telecom (tên viết tắt của Công ty Cổ phần Hạ tầng viễn thông CMC) thành lập vào ngày 05 tháng 9 năm 2008, là một công ty thành viên thuộc Tập đoàn Công nghệ CMC.
Tháng 5 năm 2015, CMC Telecom trở thành công ty hạ tầng viễn thông đầu tiên tại Việt Nam có cổ đông chiến lược nước ngoài sau khi ký kết thỏa thuận đầu tư chiến lược với Tập đoàn Viễn thông TIME dotCom Berhad, tập đoàn Viễn thông TOP2 Malaysia.
CMC Telecom sở hữu 2.500 KM đường trục backbone CVCS (Cross Vietnam Cable System) kết nối trực tiếp với tuyến cáp xuyên Á (A-Grid) và sở hữu 03 Data Center trung lập tiêu chuẩn Quốc tế tại Hà Nội và TP. Hồ Chí Minh.
CMC Telecom tập trung cung cấp dịch vụ Internet, Truyền số liệu, Data Center, Cloud cho nhóm khách hàng doanh nghiệp, tổ chức chính phủ, tập đoàn nước ngoài tại Việt Nam. Hơn 50% thương hiệu hàng đầu thế giới của Forbes đang là khách hàng của CMC Telecom. Năm 2017, CMC Telecom được tạp chí International Finance Magazine tạp chí uy tín của Anh trong lĩnh vực tài chính, ngân hàng bình chọn là Nhà cung cấp dịch vụ viễn thông cho doanh nghiệp tốt nhất Việt Nam.
CMC Telecom hiện đang nằm trong TOP nhà cung cấp dịch vụ Viễn thông - Công nghệ thông tin tại Việt Nam, TOP5 doanh nghiệp có ảnh hưởng đến Internet Việt Nam trong một thập kỷ (2007 - 2017). 

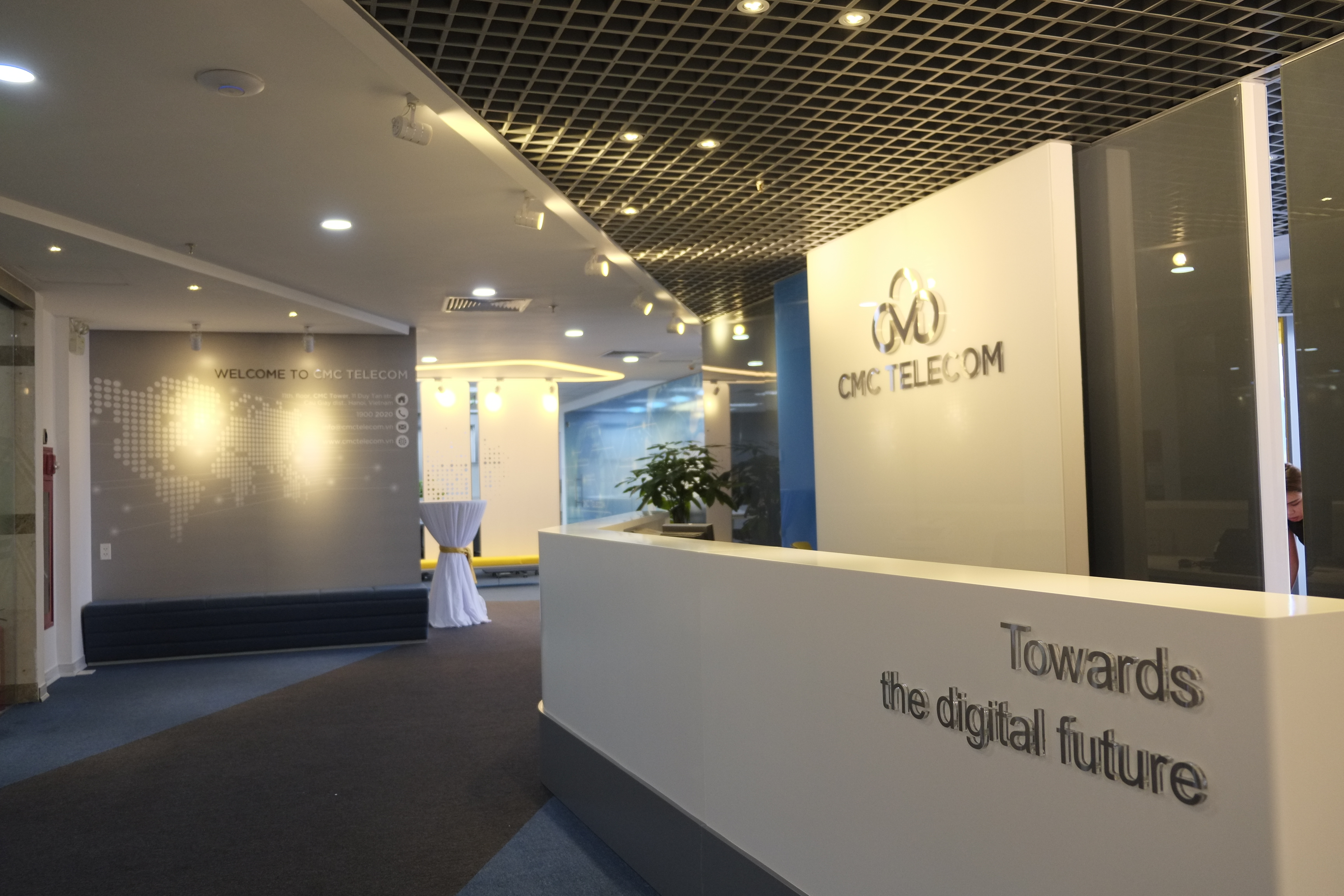
Văn phòng CMC Telecom

## Lịch sử

### Năm 2009
CMC ra mắt dịch vụ Internet Cáp quang FTTX dựa trên công nghệ GPON đầu tiên tại Việt Nam.

### Năm 2010
CMC TI được cấp mã dịch vụ VOIP 175 và được UBND thành phố Hồ Chí Minh cấp phép đầu tư hạ tầng viễn thông tại Khu vực công nghệ cao.
Tháng 4/2010, CMC TI chính thức cung cấp dịch vụ Internet cáp quang ra thị trường với thương hiệu GigaNET. Các gói dịch vụ GigaNET hỗ trợ đa dịch vụ trên một kết nối quang duy nhất với băng thông có thể lên đến 2.5 Gbps bằng công nghệ đầu tiên được triển khai tại Việt Nam - GPON.

### Năm 2011
Ngày 11 tháng 01 năm 2011, CMC Telecom khai trương chi nhánh tại Đà Nẵng.
CMC Telecom trở thành thành viên của Liên Minh Dữ liệu Á Châu.
CMC Telecom đã hợp tác đầu tư vào liên minh cáp biển quốc tế APG (Asia - Pacific Gateway).

### Năm 2012
Ngày 12 tháng 10 năm 2012, CMC Telecom khai trương Data Center đạt tiêu chuẩn Tier III tại Khu Công nghệ cao Thành phố Hồ Chí Minh.

### Năm 2013
Tháng 01 năm 2013, Tập đoàn Công nghệ CMC tổ chức công bố hợp nhất 2 công ty con CMC Telecom và CMC TI thành một công ty duy nhất hoạt động trong lĩnh vực Viễn thông – Internet là Công ty Cổ phần Hạ tầng Viễn thông CMC (CMC Telecom).
CMC Telecom kí hợp đồng phát triển Internet trên Truyền hình cáp với VCTV (sau này là VTVcab).
Ngày 13 tháng 06, CMC Telecom đã ký kết hợp tác chiến lược với Công ty Viễn Thông quốc tế Telin thuộc tập đoàn Telkom, Indonesia.

### Năm 2014
Tháng 10 năm 2014, CMC Telecom nhận chứng chỉ ISO/IEC 27001 về hệ thống quản lý an toàn thông tin theo tiêu chuẩn Quốc Tế đối với dịch vụ Data Center tại Hà Nội và TP. HCM.

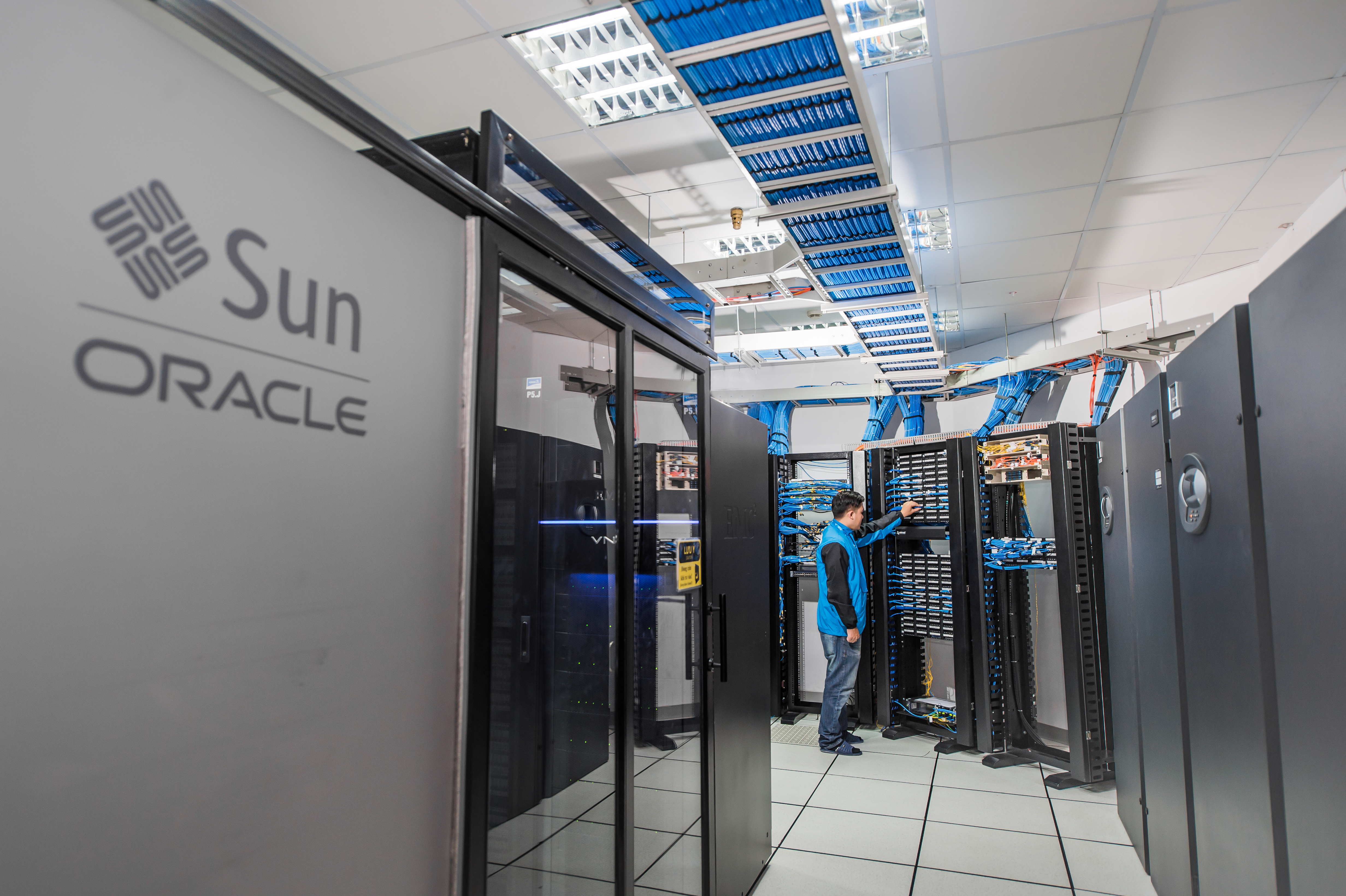
Data Center của CMC Telecom

Tháng 12 năm 2014, CMC Telecom chính thức được Bộ TT&TT cấp giấy phép cung cấp dịch vụ Truyền hình trả tiền (IPTV).

### Năm 2015
Tháng 05 năm 2015, CMC Telecom là ISP Việt Nam đầu tiên kết nối trực tiếp với Facebook, được Facebook và Akamai lựa chọn đặt máy chủ tại Data Center.
Ngày 08 tháng 05 năm 2015, CMC Telecom đã ký kết thỏa thuận Đầu tư chiến lược với Tập đoàn TIME dotCom Berhad (TIME).

### Năm 2016
CMC Telecom trở thành đối tác cũng cấp dịch vụ Thuê ngoài An ninh Bảo mật độc quyền của IBM và trở thành CSP (Cloud Service Provider) Cấp 1 của Microsoft tại Việt Nam.
Tháng 10/2016, CMC Telecom là doanh nghiệp Viễn thông Việt Nam duy nhất được Tạp chí công nghệ uy tín hàng đầu Châu Á Thái Bình Dương – APAC CIO Outlook bình chọn nằm trong TOP25 doanh nghiệp viễn thông có triển vọng nhất tại Châu Á - Thái Bình Dương.

### Năm 2017
Tháng 12/2017, CMC Telecom ra mắt Tuyến cáp đường trục xuyên Việt (Cross Vietnam Cable System – CVCS) có tổng chiều dài hơn 2,500 km chạy từ Lạng Sơn đến Tây Ninh, với vốn đầu tư hơn 500 tỷ đồng. Đây là là tuyến cáp Việt Nam duy nhất kết nối trực tiếp vào mạng lưới cáp đất liền Đông Nam Á – A Grid – kết nối qua các quốc gia Malaysia, Singapore, Campuchia và Thái Lan.
Tháng 12/2017, CMC Telecom khai trương Data Center thứ ba đặt tại Hà Nội. Đây là Data Center đầu tiên và duy nhất tại Việt Nam đạt chứng chỉ bảo mật PCI DSS (Payment Card Industry Data Security Standard)- tiêu chuẩn an ninh thông tin bắt buộc dành cho các doanh nghiệp lưu trữ, truyền tải và xử lý thẻ thanh toán.
Năm 2017, CMC Telecom được Hiệp hội Internet Việt Nam, báo ICTnews bình chọn là TOP 5 doanh nghiệp có ảnh hưởng lớn nhất đến Internet Việt Nam trong một thập kỷ (2007 - 2017) và được tạp chí International Finance Magazine của Anh bình chọn là Nhà cung cấp dịch vụ viễn thông cho doanh nghiệp tốt nhất Việt Nam năm 2017.

### Năm 2018
Cuối tháng 07/2018, tại Hội nghị thường niên của Metro Ethernet Forum (MEF) tại Mỹ, Chủ tịch MEF, ông Nan Chen, đã công bố CMC Telecom là một trong ba công ty đầu tiên trên thế giới đạt được chứng chỉ MEF 3.0. Đây là tiêu chuẩn cho dịch vụ kết nối Ethernet giữa các nhà mạng quốc tế tiên tiến nhất hiện nay.
Tháng 8/2018, CMC Telecom đã đạt được xếp hạng năng lực vàng (Gold Compatency) trong việc cung cấp các dịch vụ điện toán đám mây và chính thức trở thành đối tác vàng (Gold Partner) của Microsoft tại Việt Nam.

## Năng lực hạ tầng mạng lưới & Data Center

### Kênh kết nối quốc tế
- 05 tuyến cáp kết nối toàn cầu: AAE1, APG, A-Grid, Unity, Faster.
- 20 POP Quốc tế tại khu vực châu Á
- 09 Data Center tại Châu Á.
- Là thành viên của Liên minh Dữ liệu Á Châu - ADCA.
- 100% Kết nối với tất cả các nhà cung cấp nội dung hàng đầu thế giới
- Khả năng hợp tác cung cấp dịch vụ toàn cầu

### Mạng đường trục trong nước
- Hơn 2,500 km cáp đường trục backbone CVCS (Cross Vietnam Cable System)
- 06 hướng kết nối ra quốc tế qua cáp biển và cáp đất liền
- 03 Data Center trung lập tiêu chuẩn Tier 03, PCI DSS tại Hà Nội và TP. Hồ Chí Minh
- 100% kết nối với tất cả các nhà cung cấp nội dung tại Việt Nam
- Khả năng cung cấp dịch vụ trên 64 tỉnh thành toàn quốc

## Đối tác của CMC Telecom
| Đối tác viễn thông trong nước                                                                              | Đối tác viễn thông & CNTT Quốc tế                                                                            | Đối tác Nội dung, Mạng xã hội                                          |
| --- | --- | ---------------------------------------------------------------------- |
| - VNPT - Viettel - Mobifone - Vietnammobile - Gmobile - VTVcab - VTC - Netnam - FPT Telecom - SPT - VNDATA | - HGC - Verizon - NTT - China Mobile - TIME dotCom - GTC - Equinix - KT - Sparkle - Amazon - Microsoft - IBM | - Akamai - Facebook - Google - CDN Network - Limelight - Tencent - VNG |

## Giải thưởng
- TOP 25 đơn vị viễn thông triển vọng nhất châu Á - Thái Bình Dương 2016 do Tạp chí CIO Outlook (Mỹ) bình chọn.[27]
- TOP 5 Doanh nghiệp có ảnh hưởng lớn nhất đến ngành Internet Việt Nam trong một thập kỷ (2007 – 2017) do Hiệp hội Internet Việt Nam bình chọn.[28]
- Nhà cung cấp dịch vụ viễn thông cho doanh nghiệp tốt nhất năm 2017 do Tạp chí International Finance (Anh Quốc) bình chọn.[29]
- TOP 25 Nhà cung cấp dịch vụ Managed Service cho doanh nghiệp tại Châu Á - Thái Bình Dương do Tạp chí APAC CIO Outlook bình chọn.[30][31][32]
- TOP doanh nghiệp CNTT - viễn thông hàng đầu Việt Nam và Top nhà cung cấp dịch vụ điện toán đám mây hàng đầu Việt Nam do Hiệp hội Tin học TP. HCM trao tặng.[33]
- TOP 3 giải thưởng Nhà cung cấp dịch vụ Data Center tốt nhất Châu Á năm 2019 do Tạp chí Telecom Asia bình chọn.[34]

## Các công ty thành viên thuộc Tập đoàn Công nghệ CMC
- Công ty TNHH Sản xuất và Thương mại CMC
- Công ty TNHH Tổng Công ty Công nghệ và Giải pháp CMC
- Công ty CP Liên doanh Ciber-CMC
- Công ty CP Hạ tầng Viễn thông CMC
- Công ty CP An ninh An toàn Thông tin CMC
- Công ty CMC Japan
- Công ty TNHH Sản xuất và Dịch vụ CMC